# Being Funny in a Foreign Language
Being Funny in a Foreign Language è il quinto album in studio del gruppo musicale inglese The 1975, pubblicato il 14 ottobre 2022 dall'etichetta Dirty Hit.

## Tracce
1. The 1975 – 4:10 (Matthew Healy, George Daniel, BJ Burton, Tommy King)
2. Happiness – 5:03 (Healy, Daniel, DJ Sabrina the Teenage DJ)
3. Looking for Somebody (To Love) – 2:58 (Healy, Daniel, Ilsey Juber, Jamie Squire)
4. Part of the Band – 4:20 (Healy, Daniel, Squire)
5. Oh Caroline – 3:32 (Healy, Daniel, Juber, Squire, Benjamin Francis Leftwich, Jimmy Hogarth)
6. I'm in Love with You – 4:22 (Healy, Daniel, Adam Hann)
7. All I Need to Hear – 3:30 (Healy, Daniel, Squire)
8. Wintering – 2:45 (Healy, Daniel, Jacob Bugden)
9. Human Too – 3:44 (Healy, Daniel, Squire, Leftwich, Hogarth)
10. About You – 5:26 (Healy, Daniel)
11. When We Are Together – 3:36 (Healy, Daniel, Rob Milton)

## Formazione
The 1975
- Matthew Healy – voce, chitarra, batteria, piano, clavinet, percussioni
- George Daniel – batteria, tastiera, sintetizzatore, cori, piano, percussioni
- Adam Hann – chitarra, cori
- Ross MacDonald – basso, contrabbasso, tastiera, cori

Altri musicisti
- Jack Antonoff – chitarra, piano, batteria, cori, violino
- Tommy King – tastiera, sintetizzatore
- BJ Burton – sintetizzatore
- James Squire – cori, piano, wurlitzer, clavinet, sintetizzatore, organo, chitarra acustica
- John Waugh – sassofono
- Evan Smith – ottone
- Bobby Hawk – archi
- Warren Ellis – archi
- Michelle Zauner – cori
- Oli Jacobs – wurlitzer
- Carly Holt – voce
- Zem Audu – sassofono

## Classifiche
| Classifica (2022) | Posizione raggiunta |
| ----------------- | ------------------- |
| Australia         | 1                   |
| Canada            | 10                  |
| Giappone          | 10                  |
| Irlanda           | 1                   |
| Nuova Zelanda     | 4                   |
| Regno Unito       | 1                   |
| Stati Uniti       | 7                   |